# كمادول (مقاطعة فومن)
كمادول (بالفارسية: کمادول) هي قرية تقع في غيلان في إيران. يقدر عدد سكانها بـ 177 نسمة بحسب إحصاء 2016.